# 板倉勝敬
板倉 勝敬（いたくら かつたか）は、江戸時代後期の備中国庭瀬藩の世嗣。

## 略歴
第7代藩主・板倉勝資の長男として誕生した。正室は九鬼隆都の娘。
叔父で父の跡を継いだ第8代藩主・板倉勝貞の養子となる。しかし、家督相続前の弘化2年（1845年）に、24歳で死去した。
代わって陸奥国磐城平藩安藤家から勝成が養子に迎えられ、嫡子となった。